# ني نورتي اشونج
ني نورتي اشونج (بالإنجليزية: Nii Nortey Ashong)‏ (17 نوفمبر 1994 بأكرا في غانا - ) هو لاعب كرة قدم غاني في مركز الدفاع. لعب مع فيورنتينا ونادي سبيزيا وFC Matera ‏ ولاتينا كالتشيو.

## وصلات خارجية
- ني نورتي اشونج على موقع قاعدة بيانات كرة القدم.إي يو (الإنجليزية)
- ني نورتي اشونج على موقع Soccerway.com (الإنجليزية)
- ني نورتي اشونج على موقع AS.com (الإسبانية)